# Läyliäinen
Läyliäinen je vesnice v provincii Kanta-Häme ve Finsku. Administrativně spadá pod obec a město Loppi. Má přibližně 800 obyvatel. Vzdálenost od kostelní vesnice z Loppi je 12 km a do nejbližších měst Hyvinkää a Karkkila asi 20 km.

## Historie
Obec začala vzkvétat, když byla v roce 1912 postavena železnice mezi Hyvinkää a Karkkila a železniční stanice v Läyliäinen. Vesnice zažila svůj zlatý věk v padesátých letech 20. století, kdy měla přes 1500 obyvatel, dvě banky, řadu obchodů, kino a další. V šedesátých letech byla trať zrušena, železniční stanice uzavřena a byla dokončena nová dálnice mezi Helsinky a Hämeenlinna, takže počet obyvatel začal klesat a služby z Läyliäinen mizely. 